# Chiesa di San Leonardo (Palermo)
La chiesa di San Leonardo o chiesa di San Leonardo de' Indulciis o dei Greci, è un luogo di culto appartenente all'aggregato monumentale della Compagnia di Gesù di Casa Professa ubicato nel centro storico di Palermo nel mandamento di Palazzo Reale o Albergaria, nel quartiere di Ballarò.

## Storia

### Epoca imperiale-bizantino-araba
Nell'area sussiste una fitta rete di grotte ove in epoca imperiale trovarono rifugio e protezione i primi fedeli palermitani per sfuggire alle persecuzioni dei tiranni.
In epoca araba in molti di questi ambienti ipogei furono ricavati bagni termali o adibiti a sepolture di cadaveri.

### Epoca normanna
Con l'avvento dei normanni in questa parte dell'insediamento cittadino lambita dall'insenatura meridionale del porto sono documentati i cantieri navali.
Lo storico Agostino Inveges ne colloca la fondazione nel 1149. Secondo Pietro Cannizzaro erano 4 le chiese coeve e prossime tra loro: chiesa di San Michele de' Indulciis, chiesa dei Santi Cosma e Damiano, chiesa di Santa Maria de Crypta o della Grotta e chiesa di San Leonardo de' Indulciis o dei Greci, appellativo dovuto al tempio ove si praticava il culto secondo il rito greco.
Indulciis è il nome attribuito nel tempo alla contrada.

### Epoca aragonese
- 1505, Il ceto dei Calzolai col consenso del Senato Palermitano edificò la chiesa di San Sebastiano nel quartiere militare vicino Porta Nuova.[5][8]

### Epoca spagnola
La Nazione Spagnola, non avendo un proprio ospedale in città per curare i soldati infermi, inoltrò ai canonici della chiesa di San Giorgio in Alga l'istanza di poter alloggiare nei possedimenti della chiesa di San Giacomo la Mazzara dietro il pagamento di un canone annuo.
In cambio, il viceré di Sicilia, cardinale Giannettino Doria concesse alle Maestranze dei Calzolai il tempio di San Leonardo. Il 27 settembre 1620 il ceto trasferì il quadro raffigurante i protettori San Crispino e San Crispiniano commissionato nel 1594, non più esistente, e tutti gli arredi nel nuovo sito loro assegnato.
Nell'arco temporale a cavallo il 1620 e il 1623 il viceré di Sicilia Emanuele Filiberto di Savoia edificò il nuovo quartiere militare e l'Ospedale di San Giacomo. Il primitivo tempio di San Sebastiano fu ridedicato a San Giacomo. Il luogo di culto e le pertinenze entrarono nella disponibilità dell'Ospedale Grande e Nuovo.
Sono documentate la Confraternita di San Leonardo e la Compagnia dei Santi Crispino e Crispiniano.

## Interno
La chiesa presenta un portico sormontato da un fregio con uno stemma della corporazione. Possiede un impianto basilicale ripartito in tre navate, divise da otto colonne e quattro altari. All'interno sono documentati dipinti su tavola raffiguranti San Crispino e San Crispiniano.
Navata destra:
- Prima campata
- Seconda campata: Cappella dei Santi Crispino e Crispiniano. Alla parete è documentato il quadro raffigurante i Santi Crispino e Crispiniano, opera di Giuseppe Tresca del 1793. Gioacchino Di Marzo documenta i primitivi dipinti su tavole dei protettori del Ceto dei Calzolai, opere di Pietro Ruzzolone.[5]

Navata sinistra:
- Prima campata: Cappella di San Leonardo. Nella nicchia è documentata la statua policroma raffigurante San Leonardo.[12]
- Seconda campata: Cappella della Vergine del Rosario. Sulla parete è documentato il quadro della Vergine del Rosario del 1608.[12]